# Notopleura
Notopleura es un género con 109 especies de plantas fanerógamas perteneciente a la familia de las rubiáceas.
Es nativa de México y América tropical.

## Especies seleccionadas
- Notopleura acuta C.M.Taylor (2001).
- Notopleura aequatoriana C.M.Taylor (2001).
- Notopleura aggregata (Standl.) C.M.Taylor (2001).
- Notopleura agostinii (Steyerm.) C.M.Taylor (2001).
- Notopleura uliginosa (Sw.) Bremek. - tapacamino de Cuba[4]